# Роб Скотт (бізнесмен)
Роб Скотт (англ. Rob Scott, 5 серпня 1969) — австралійський академічний веслувальник.
Срібний призер Олімпійських Ігор 1996 року в складі розпашної двійки без стернового, учасник 1992 року.